# Leptodactylon
Leptodactylon es un género con 18 especies de plantas con flores perteneciente a la familia Polemoniaceae. 

## Especies seleccionadas
| - Leptodactylon brevifolium - Leptodactylon californicum - Leptodactylon caespitosum - Leptodactylon floribundum - Leptodactylon glabrum' - Leptodactylon gloriosum - Leptodactylon hallii - Leptodactylon hazelae - Leptodactylon hookeri | - Leptodactylon jaegeri - Leptodactylon lilacinum - Leptodactylon melingii - Leptodactylon nuttallii - Leptodactylon patens - Leptodactylon pungens - Leptodactylon tenuilobum - Leptodactylon veatchii - Leptodactylon watsonii |

- Datos: Q10317525
- Multimedia: Leptodactylon / Q10317525